# Parnay (Maine-et-Loire)

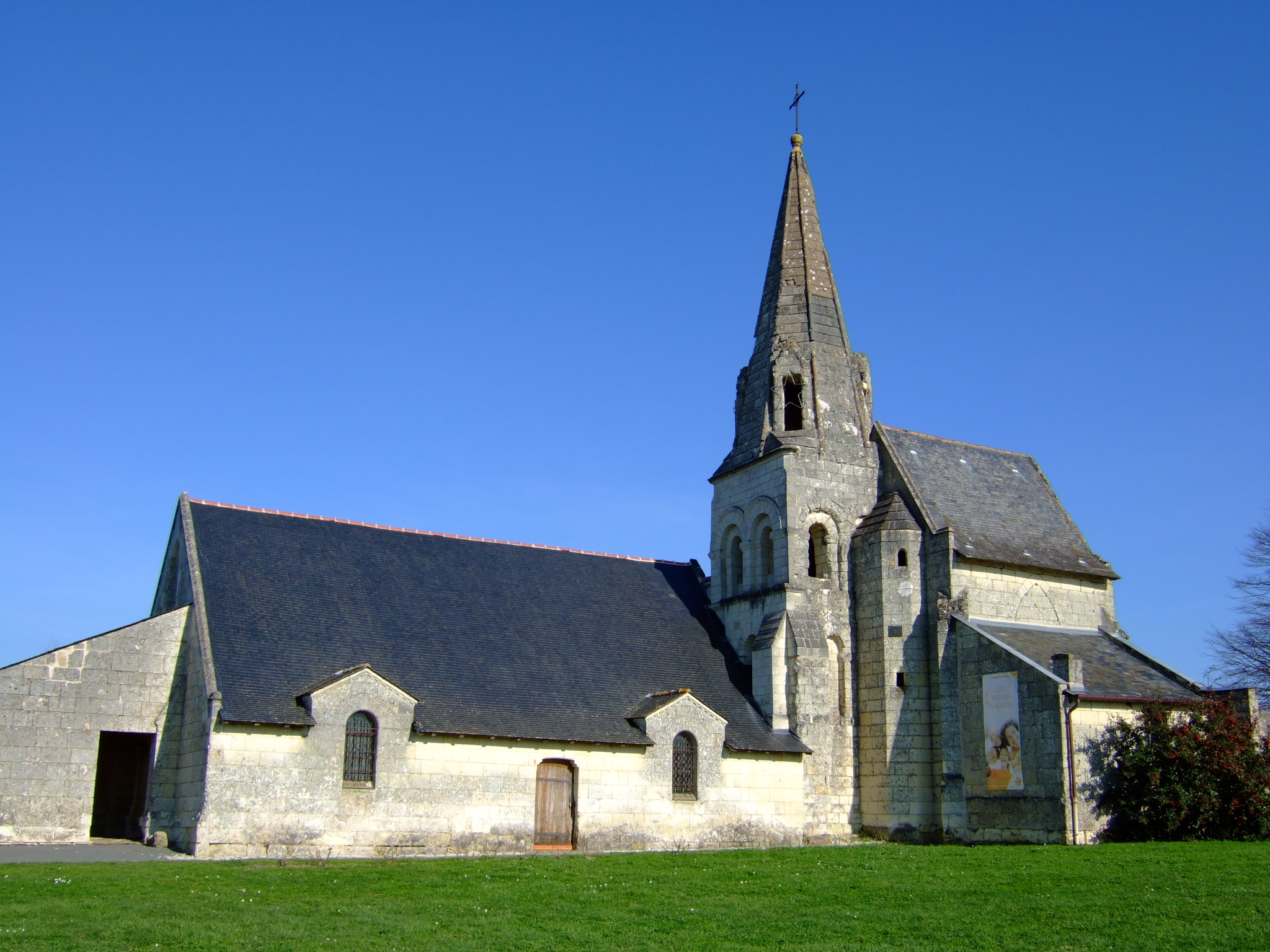
Kerk

Parnay is een gemeente in het Franse departement Maine-et-Loire (regio Pays de la Loire) en telt 460 inwoners (1999). De plaats maakt deel uit van het arrondissement Saumur.

## Geografie
De oppervlakte van Parnay bedraagt 6,5 km², de bevolkingsdichtheid is 70,8 inwoners per km².
De onderstaande kaart toont de ligging van Parnay (Maine-et-Loire) met de belangrijkste infrastructuur en aangrenzende gemeenten.

## Demografie
Onderstaande figuur toont het verloop van het inwonertal (bron: INSEE-tellingen).